# 山下幸輝 (俳優)
山下 幸輝（やました こうき、2001年11月7日 - ）は、日本の歌手、俳優、ダンサーであり、5人組ボーイズグループ・WILD BLUEのリーダー。ワイケーエージェント所属 。大阪府出身。

## 略歴
小学1年生からダンスを始め、将来はダンスで生計を立てると決断をしていた。そんな中、ダンスの実力が認められ、韓国の大手芸能事務所であるSMエンタテインメントからスカウトを受ける。高校卒業後より同事務所の練習生となるが、怪我に悩まされ、半年後に帰国することとなった。
2020年、第33回『ジュノン・スーパーボーイ・コンテスト』に高校の友達の推薦で応募しファイナリストとなる。
2022年4月1日公開映画『女子高生に殺されたい』で映画初出演。同年10月期TBS系火曜ドラマ『君の花になる』で作品内のアイドルグループ・8LOOMのメンバーとしてゴールデンプライムタイム連続ドラマ初レギュラー出演し、放送開始前の9月21日には1stシングル「Come Again」を発売して音楽活動も行う。
2023年4月22日公開の短編映画『ROADING...』で映画初主演。同年11月10日公開映画『TOKYO, I LOVE YOU』で長編映画初主演。
2024年8月23日に、ワイケーエージェントの音楽部門であるYK MUSIC ENTERTAINMENTによる5人組ボーイズグループ「WILD BLUE」の結成とリーダー就任が発表された。

## 人物
- 趣味・特技：音楽鑑賞、読書、サイクリング、ファッションコーディネート、アクセサリー作成、レコード掘り、スケボー[1]
- 座右の銘：練習は嘘をつかない。[8]
- 韓国三大芸能事務所のひとつであるSMエンタテインメントの元練習生だったことがある。
- 中学生の時アイドル活動をしていた[12]。

## 出演

### テレビドラマ
- 絶対BLになる世界VS絶対BLになりたくない男2（2022年3月20日、テレ朝チャンネル1）
- 恋と友情のあいだで（2022年3月21日 - 25日、フジテレビTWO・フジテレビTWOsmart・FOD / ひかりTV） - 小松 役
  - 地上波放送 里奈Ver / 廉Ver（2022年10月25日 - 12月20日 / 2023年2月7日 - 3月14日、フジテレビ）
- しもべえ 第8話（2022年3月25日、NHK総合） - 高校生 役[13]
- 恋に無駄口 第3話・第5話・第6話（2022年5月1日・15日・22日、ABC・テレビ朝日） - 虎井未希 役[14]
- 君の花になる（2022年10月18日 - 12月20日、TBS） - 小野寺宝 役[15][16]
- 沼る。港区女子高生（2023年2月25日 - 3月25日、日本テレビ） - 山崎翼 役[17][18]
- ガチ恋粘着獣（2023年4月9日 - 6月11日、ABC・テレビ朝日） - コスモ 役[19]
- 最高の生徒〜余命1年のラストダンス〜（2023年7月15日 - 9月23日、日本テレビ） - 藤原大志 役[20]
- 最高の教師 1年後、私は生徒に■された（2023年7月15日 - 9月23日、日本テレビ） - 藤原大志 役[21][22]
- 夫婦の秘密（2024年1月4日 - 3月7日、BS-TBS・BS-TBS 4K） - 小野寺真白 役 [23]
- 高額当選しちゃいました（2024年3月23日、フジテレビ） - 川上潤 役[24]
- アンチヒーロー（2024年4月14日 - 6月16日、TBS） - 菊池大輝 役[25][26]
- ビリオン×スクール 第3話 - 最終話（2024年7月19日 - 9月13日、フジテレビ） - 竹中天珠 役[27]
- 私の町の千葉くんは。（2024年10月10日 - 12月26日、テレビ東京） - 千葉悠人 役[28]
- 御上先生（2025年1月19日 - 3月23日、TBS） - 冬木竜一郎 役[29][30]

### 映画
- 女子高生に殺されたい（2022年4月1日公開、日活） - クラスメイト 役
- レッドブリッジ ビギニング（2022年6月4日公開、BBB） - 浩二 役
- TOKYO, I LOVE YOU（2023年11月10日公開、ナカチカピクチャーズ） - 主演・リヒト 役[11]
- マンガ家、堀マモル（2024年8月30日公開、ナカチカピクチャーズ） - 主演・堀マモル 役[31][32]
- 【推しの子】-The Final Act-（2024年12月20日公開、東映） - 姫川大輝 役[33]
- 見える子ちゃん（2025年6月6日公開、KADOKAWA） - 権藤昭生 役[34][35]
- WIND BREAKER / ウィンドブレイカー（2025年12月5日公開予定、ワーナー・ブラザース映画） - 兎耳山丁子 役[36]

### 短編映画
- 短編映画「ROADING...」（2023年4月22日公開） - 主演・ゴウ 役[37]
- Short Trial Project 2023『ROADING...』（2023年10月6日公開） - 主演[38]
- MIRRORLIAR FILMS Season5『MIMI』（2024年5月31日公開）[39][40]

### バラエティ
- 東京電波女子 Season3（2023年7月28日・9月23日・12月23日・2024年3月23日、TOKYO MX） - MC[41]

### 情報番組
- めざましテレビ（2024年4月4日・9日・16日・25日、フジテレビ） - マンスリーエンタメプレゼンター[42]

### CM
- 味の素「ごはんなんて、言い訳で、いいわけで。」（2024年2月16日 - ）[43]
- マクドナルド「ハワイアンバーガーズ」（2022年7月27日）

### ウェブドラマ
- 8.2秒の法則 第1話～恋のいちご大福～（2022年6月10日、YouTube） - 森和馬 役
- 沼る。港区女子高生 特別版 放課後編（2023年2月14日 - 18日、TVer） - 山崎翼 役[44]
- 最高の生徒 とある日の放課後（2023年7月26日 - 、日テレドラマ公式YouTubeチャンネル） - 藤原大志 役[45]
- 最高の生徒 3年後の僕たちは 第6話（2023年8月29日、Tver） - 藤原大志 役
- 拝啓、大人になる貴方へ（2023年9月23日・30日、Hulu） - 藤原大志 役[46]
- 『ビリオン×スクール』FODオリジナルストーリー（2024年9月13日、FOD） - 竹中天珠 役[47]
- 【推しの子】（2024年11月28日 - 12月5日、Amazon Prime Video） - 姫川大輝 役[33]
- 御上先生には内緒。 1限目（2025年1月20日、TVer 他） - 冬木竜一郎 役[48]

### ウェブ番組
- 【役者発掘プロジェクト】オーディション配信番組『エチュード ワールドスター』（2021年10月29日-11月21日、YouTube）[49]
- スモールワールズTOKYO 小さな国ちゃんねる（2022年6月、ミクチャ） - 日替わりMC[50]

### ファッションショー
- Seventeen 夏の学園祭2023（2023年8月23日、東京ドームシティ プリズムホール）[51]
- TOKYO GIRLS COLLECTION 2023 AUTUMN/WINTER（2023年9月2日、さいたまスーパーアリーナ）[52]
- ViVi Night 2023（2023年10月5日、東急歌舞伎町タワー Zepp Shinjuku）[53]
- TOKYO GIRLS COLLECTION KITAKYUSHU 2023（2023年10月7日、西日本総合展示場新館）[54]
- TGC FES YAMANASHI 2023（2023年10月21日、河口湖ステラシアター）[55]
- SDGs FES in EDOGAWA supported by TGC（2023年10月28日、葛西臨海公園 汐風の広場）[56]
- BISHU COLLECTION produced by TGC（2023年11月11日、真清田神社）[57]
- SDGs推進 TGC しずおか 2024 by TOKYO GIRLS COLLECTION（2024年1月13日、ツインメッセ静岡 北館大展示場）[58]
- oomiya presents TGC WAKAYAMA 2024 by TOKYO GIRLS COLLECTION（2024年2月3日、和歌山ビッグホエール）[59]
- TOKYO GIRLS COLLECTION 2024 SPRING/SUMMER（2024年3月2日、国立代々木競技場第一体育館）[60]
- 麻生専門学校グループ presents TGC KUMAMOTO 2024 by TOKYOGIRLS COLLECTION（2024年4月13日、グランメッセ熊本）[61]
- TGC teen ICHINOSEKI 2024（2024年6月1日、一関市総合体育館）[62]
- TGC MATSUYAMA 2024 by TOKYO GIRLS COLLECTION（2024年7月13日、愛媛県武道館）[63]
- TOKYO GIRLS COLLECTION 2024 AUTUMN/WINTER（2024年9月7日、さいたまスーパーアリーナ）[64]
- CREATEs presents TGC KITAKYUSHU 2024 by TOKYO GIRLS COLLECTION（2024年10月12日、西日本総合展示場新館）[65]
- INTERNATIONAL SDGs FES in EDOGAWA 2024 supported by TGC（2024年11月2日、葛西臨海公園 汐風の広場）[66]
- SDGs推進 TGC しずおか 2025 by TOKYO GIRLS COLLECTION（2025年1月11日、ツインメッセ静岡 北館大展示場）[67]
- TOKYO GIRLS COLLECTION 2025 SPRING/SUMMER（2025年3月1日、国立代々木競技場第一体育館）[68]
- マイナビ TGC in 大阪・関西万博 2025（2025年4月5日、WASSE）[69]
- TGC teen ICHINOSEKI 2025（2025年5月31日、一関ヒロセユードーム）[70]
- TOKYO GIRLS COLLECTION 2025 AUTUMN/WINTER（2025年9月6日〈予定〉、さいたまスーパーアリーナ）[71]

## 受賞歴
- 高校ストリートダンス選手権 2017 決勝大会 優勝
- HIGH SCHOOL ALLSTYLE CREW BATTLE 2018 準優勝
- HIGH SCHOOL ALLSTYLE CREW BATTLE 2019 準優勝
- 第11回 DANCE STADIUM 新人戦西日本大会 BEST8
- 第11回 スーパーカップ DANCE STADIUM 全国決勝大会出場
- 第10回 DANCE STADIUM バトルトーナメント西日本大会 3位
- 第11回 DANCE STADIUM バトルトーナメント西日本大会 準優勝
- 第8回 全日本高等学校チームダンス選手権大会 関西予選 準優勝
- 第8回 全日本高等学校チームダンス選手権大会 決勝大会 準優勝
- 第7回 全日本高等学校チームダンス選手権大会 関西予選ソロバトル 優勝
- 第8回 全日本高等学校チームダンス選手権大会 関西予選ソロバトル 優勝
- 第8回 全日本高等学校チームダンス選手権大会 決勝大会ソロバトル BEST4
- 2016 POPCORN DANCE CONTEST 優勝
- KIDS FULL SUNDAY 番外編 優勝
- vol.45 SOUL FULL SUNDAY 優勝
- vol.1 PEACE FULL SUNDAY 優勝
- さむらいそうる 準優勝
- BATTLE LOCKIN' BEST4
- チャレンジバトル BEST8
- DISTANCE ZERO ソロバトル BEST8
- ALLIGATOR ソロバトル BEST8
- うたコン バックダンサー出演
- MBS DANCE GRANDE 出演

## 書籍

### 写真集
- 山下幸輝パーソナルブック『Soul Mate』（2023年8月10日、主婦と生活社）[72]ISBN 978-4-3911-6001-7
- Journey 〜in HAWAII〜 produced by COKI YAMASHITA（2024年4月25日、トランスワールドジャパン ）[73]ISBN 978-4-8625-6384-2

### カレンダー
- 山下幸輝 2024年マンスリーカレンダー『1 Week Challenge』（2023年11月1日、KADOKAWA）[74]